# فيليبير كولييه
فيليبير كولييه (12 ديسمبر 1896 - 15 أبريل 1945)، هو ضابط عام فرنسي حاصل على وسام رفيق التحرير.